# Sierra de la Esculqueira
La sierra de la Esculqueira es una sierra gallega localizada en el ayuntamiento de la Mezquita, en la frontera con Portugal. Está conformada por granitos hercínicos de dos micas. En las partes altas domina el monte bajo, con retamas, uces, carqueixas, carrascos o tomillo, así como también zona de braña.
Abundan en esta sierra los sotos de castaños y hay también grandes áreas repobladas con pinos.
La cumbre de mayor altitud es el Serro (también conocido como Miedo), con 1.143 metros sobre el nivel del mar.